# Theridion crinigerum
Theridion crinigerum är en spindelart som beskrevs av Simon 1881. Theridion crinigerum ingår i släktet Theridion och familjen klotspindlar. Inga underarter finns listade i Catalogue of Life.